# Круглолеське
Круглолеське (рос. Круглолесское) — село у Александровському районі Ставропольського краю Російської Федерації.
Муніципальне утворення — Александровський муніципальний округ. Населення становить 2955 осіб.

## Історія
Згідно із законом від 4 жовтня 2004 року № 88-КЗ у 2004—2020 роках муніципальним утворенням була Круглолеська сільрада.

## Населення
| 1802  | 1812  | 1819    | 1844  | 1855  | 1861  | 1867  |
| ----- | ----- | ------- | ----- | ----- | ----- | ----- |
| 1007  | ↗1404 | ↗1659   | ↗2808 | ↗3390 | ↗3673 | ↘3108 |
| 1897  | 1903  | 1911    | 1925  | 1926  | 1989  | 2002  |
| ↗8204 | ↗9477 | ↗10 073 | ↘5094 | ↗7792 | ↘2730 | ↗3192 |
| 2010  |       |         |       |       |       |       |
| ↘2955 |       |         |       |       |       |       |